# Vartsije
Vartsije (en georgiano: ვარციხე) es un pueblo de Georgia ubicado en el centro de la región de Imericia, siendo parte del municipio de Bagdati.
El pueblo es la Rhodopolis de los autores romanos orientales de la antigüedad tardía. Rhodopolis fue una de las ciudades clave en Lázica, disputada entre los imperios bizantinos y sasánida en el siglo VI. Desde finales del siglo XV hasta principios del siglo XIX, Vartsije funcionó como uno de los castillos de los reyes de Imericia.

## Toponimia
El nombre georgiano del pueblo, que literalmente significa "fuerte de la rosa", reproduce el nombre griego Rhodopolis ("ciudad de la rosa"), registrada por autores bizantinos del siglo VI como Procopio de Cesarea y Agatías.

## Geografía
Vartsije se encuentra en la parte occidental del país, en las tierras bajas de Imericia, en la confluencia de los ríos Rioni y Janitskali, unos 17 km al noroeste de Bagdati. 

## Historia

### Edad Media
En Vartsije hubo un asentamiento fortificado, que se remonta al siglo IV, como sugiere la evidencia arqueológica. Rhodopolis se encontraba en una parte fértil y económicamente ventajosa de Lázica, en el camino hacia su vecina del este, Iberia, pero la ubicación de la ciudad en una llanura abierta era militarmente débil. Por lo tanto, los lazis, por temor a una invasión de las fuerzas persas, destruyeron la fortaleza de Rhodopolis por su incapacidad de defensa en la década de 530. Durante la guerra de Lázica (541–562), el comandante persa Mihr-Mihroe ocupó la ciudad y dejó una tropa en ella. En 557, una fuerza de 2.000 soldados de caballería colocados por el general romano oriental Justino bajo el mando de un huno llamado Elminzur entró en Rhodopolis sin oposición, ya que tanto la tropa persa como los locales estaban fuera de las murallas de la ciudad. Los destacamentos persas fueron encontrados y destruidos; la población local se salvó, pero tuvieron que proporcionar rehenes para demostrar su lealtad.
Bajo la hegemonía bizantina, Rhodopolis fue una diócesis bajo la metrópolis de Fasis. Desapareció del Notitia Episcopatuum a principios del siglo VIII, aproximadamente al mismo tiempo que la metrópolis de Fasis, debido a la invasión árabe de la zona. Un sello griego que lleva el nombre de Juan, obispo de Rhodópolis, puede sugerir un renacimiento de corta duración del obispado en el siglo XI. Rhodopolis sigue siendo el nombre de una sede titular del Patriarcado Ecuménico Ortodoxo Griego de Constantinopla y de la Iglesia católica. 

### Edad Moderna y Contemporánea
La historia registrada de Vardtsije es escasa hasta el siglo XVII, cuando el lugar reaparece como un castillo propiedad de los reyes de Imericia, que tenían una residencia de verano allí y disfrutaban de la caza en el bosque de Ajameti. Éste fue restaurado bajo el reinado de Alejandro V de Imericia (1720-1752). El castillo sufrió daños durante las operaciones ruso-imerecias dirigidas por el conde Totleben contra el Imperio otomano en 1771.
Como un conflicto entre Rusia e Imericia compenzó en 1809, el rey Salomón II abandonó Kutaisi (guarnecido por una fuerza rusa) y se atrincheró en Vardtsije. En una guerra posterior, el castillo fue capturado por las tropas rusas el 6 de marzo de 1810. Imericia finalmente fue anexada por el Imperio ruso ese año y la fortaleza de Vardtsije, ya dañada en la lucha, cayó en desuso. 
A principios de la década de 1900, los Ananov, una familia de empresarios de Kutaisi, propietaria de una finca en Vardtsije, construyeron una bodega en el pueblo y embotellaron un brandy local, que todavía se produce. La mansión Ananov, construida en 1860, albergó un jardín de infancia en la era soviética y luego funcionó como hotel.

## Demografía
La evolución demográfica de Vartsije entre 2002 y 2014 fue la siguiente:
| 1942                                            | 1559 |
| (Fuente: Population of Georgia in Soviet times) |      |

Según el censo de 2014, los georgianos constituían el 99,6%.

## Infraestructura

### Arquitectura, monumentos y lugares de interés
Las ruinas de la fortaleza de Vartsije fueron estudiadas arqueológicamente bajo la dirección de V. Japaridze en la década de 1970. Las fortificaciones sobre el suelo se remontan al período del reino de Imericia, mientras que las paredes que datan de los siglos IV al VI están enterradas bajo tierra. El material arqueológico descubierto en Vartsije incluye cerámica, vidrio y artículos de hierro. El territorio adyacente, especialmente el cerro Giorgobiani, a unos 200 m al sur, produjo restos de los asentamientos de la antigüedad tardía. El sitio está inscrito en la lista de los Monumentos inamovibles de importancia nacional de Georgia.  
Los alrededores boscosos de Vartsije son partes de la reserva de Ayameti, originalmente creada en 1946 para preservar los raros y relictos árboles de roble y zelkova de Imericia.